# Telenomus lucullus
Telenomus lucullus is een vliesvleugelig insect uit de familie van de Scelionidae. De wetenschappelijke naam van de soort is voor het eerst geldig gepubliceerd in 1937 door Nixon.